# Aphelinus taurus
Aphelinus taurus är en stekelart som beskrevs av Girault 1932. Aphelinus taurus ingår i släktet Aphelinus och familjen växtlussteklar. Inga underarter finns listade i Catalogue of Life.